# Лебедівська сільська громада
Лебеді́вська сільська об'єднана територіальна громада — колишня об'єднана територіальна громада в Україні, в Кам'янському районі Черкаської області. Адміністративний центр — село Лебедівка.
Площа громади — 87,76 км², населення — 1676 мешканців (2018).
Утворена шляхом об'єднання Вербівської, Лебедівської та Лузанівської сільських рад Кам'янського району. Перші вибори відбулись 23 грудня 2018 року.
2020 року включена до складу Кам'янської міської громади.

## Склад
До складу громади входять:
| Населений пункт   | Населення, осіб (1989) | Населення, осіб (2001) |
| ----------------- | ---------------------- | ---------------------- |
| Вербівка, село    | 879                    | 728                    |
| Калинівка, селище | 50                     | 31                     |
| Копійчана, селище | 87                     | 61                     |
| Лебедівка, село   | 564                    | 529                    |
| Лузанівка, село   | 1139                   | 946                    |